# Endiama
Endiama (Empresa Nacional de Diamantes de Angola E.P.) ist ein öffentliches und damit staatliches Unternehmen in Angola, zuständig für die Erforschung, Erkundung, Exploration, Verarbeitung und Vermarktung von denjenigen Rohdiamanten, die im Nordosten des südwestafrikanischen Landes, hauptsächlich in den Provinzen Lunda Norte und Lunda Sul geschürft werden. 
Sämtliche Aktivitäten im Abbau von und Handel mit Diamanten in Angola werden durch die Endiama gesteuert. Gegenwärtig beträgt die Diamantproduktion in Angola in der Gesamtsumme 9–10 Millionen Karat pro Jahr. Das entspricht Einnahmen aus dem Umsatz von Diamanten von rund einer Mrd. US-Dollar
Endiama wurde im Jahr 1981 in Luanda, Angola gegründet und ist inzwischen zu einer Holding mit mehreren Tochtergesellschaften gewachsen. Der Hauptsitz ist in der Rua Major Kanhangulo in Luandas Innenstadt. Dort arbeiten rund 400 Mitarbeiter. Präsident des Verwaltungsrates ist António Carlos Sumbula.
Im Jahr 2005 hat Endiama mit der China International Fund Limited ein Partnerschaftsabkommen abgeschlossen. Dazu wurde in Hongkong die Endiama China International Holding Limited gegründet. Das Unternehmen beschäftigt sich mit dem Schürfen, der Forschung, Produktion und Vermarktung von Industrie- sowie Schmuckdiamanten.
Am 23. Januar 2011 wurde bekannt, dass Endiama mit der kalifornischen Mineralstar Mining und der angolanischen Sovinhos ein Partnerschaftsabkommen zur Exploration von Diamanten in der Region von Cangadala, in der Provinz Malanje geschlossen hat.
Dem Unternehmen wird vorgeworfen, im Zusammenhang mit der Massenausweisung "illegaler" Diamantenschürfer aus der Demokratischen Republik Kongo seit 2007 für Menschenrechtsverletzungen mit verantwortlich zu sein.